# Heterocycles
Heterocycles（ヘテロサイクルズ）は複素環式化合物の話題を扱う 科学雑誌である。2006年にはロモノーソフ・モスクワ国立総合大学とメンデレーエフ・ロシア化学会から ""In Memory of Professor A.N. Kost" メダルを授与された。
2014年のインパクトファクターは1.079。